# 1992 în informatică
- 1991 în informatică — 1992 în informatică — 1993 în informatică

1992 în informatică a însemnat o serie de evenimente noi notabile:

## Premiul Turing
- Butler Lampson